# ビュイック・ルサーン
ルサーン (LUCERNE)は、GMが製造、ビュイックブランドで販売していた自動車である。

## 概要
2006年、「ルセイバー」と「パークアヴェニュー」そしてかつてGMが展開していたオールズモビルブランドのオーロラとの統合車種として販売を開始した。
2011年6月、生産が停止。
2012年、販売が終了した。